# F1 H2O

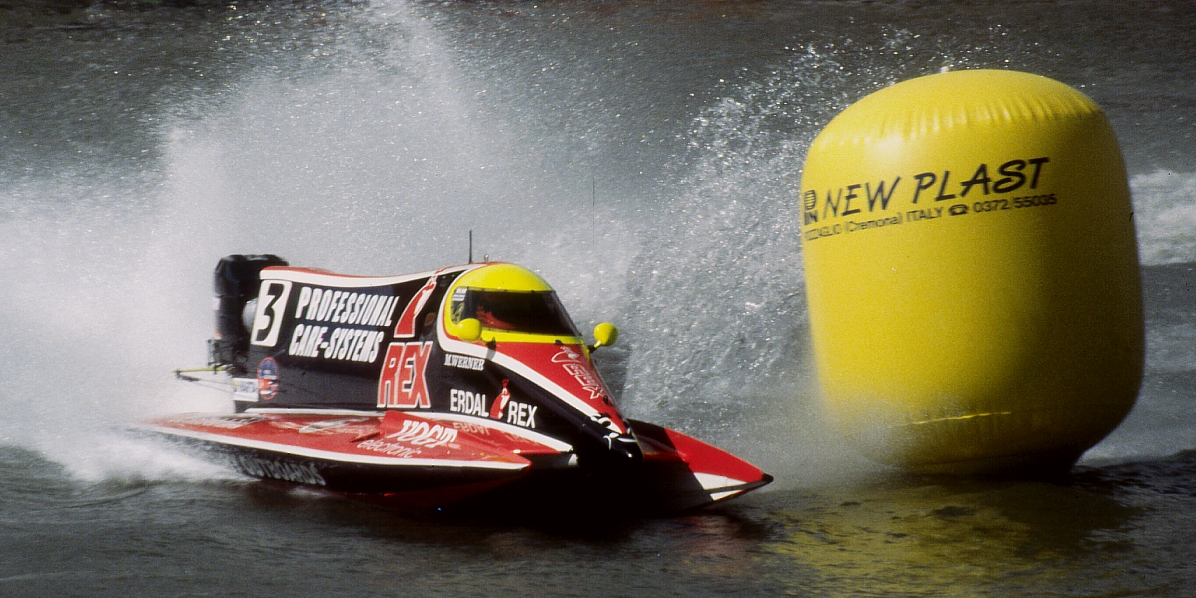
Motorový člun na trati závodu F1 H2O

F1 H2O nebo také F1 Powerboat World Championship je seriál mistrovství světa v závodech motorových člunů. Organizátorem je Union Internationale Motonautique. Závody motorových katamaranů z kompozitních materiálů se konají od počátku šedesátých let, šampionát založil David Parkinson roku 1981. Jeho formát je obdobný jako u automobilové Formule 1. Jezdci startují za tovární týmy, seriál se koná na jezerech a mořských zálivech v různých zemích, kde je připraven závodní okruh vymezený bójemi. Každé Velké ceně předchází trénink a kvalifikace, hlavní závod trvá okolo 45 minut a lodě dosahují rychlosti až 250 km/h. Nejlepších deset závodníků v cíli dostává body do celkové klasifikace a na konci roku je vyhlášen mistr světa. Nižší kategorií je Formula-4s, v USA se jezdí USF1 Powerboat Tour.

## Seznam mistrů světa
- 1981  Renato Molinari
- 1982  Roger Jenkins
- 1983  Renato Molinari
- 1984  Renato Molinari
- 1985  Bob Spalding
- 1986  Gene Thibodaux
- 1987 – 1989 se mistrovství nekonalo
- 1990  John Hill
- 1991  Jonathan Jones
- 1992  Fabrizio Bocca
- 1993  Guido Cappellini
- 1994  Guido Cappellini
- 1995  Guido Cappellini
- 1996  Guido Cappellini
- 1997  Scott Gillman
- 1998  Jonathan Jones
- 1999  Guido Cappellini
- 2000  Scott Gillman
- 2001  Guido Cappellini
- 2002  Guido Cappellini
- 2003  Guido Cappellini
- 2004  Scott Gillman
- 2005  Guido Cappellini
- 2006  Scott Gillman
- 2007  Sami Seliö
- 2008  Jay Price
- 2009  Guido Cappellini
- 2010  Sami Seliö
- 2011  Alex Carella
- 2012  Alex Carella
- 2013  Alex Carella
- 2014  Philippe Chiappe
- 2015  Philippe Chiappe
- 2016  Philippe Chiappe
- 2017  Alex Carella
- 2018  Shaun Torrente
- 2019  Shaun Torrente
- 2020 nerealizované
- 2021  Jonas Andersson